# 1540'erne
Århundreder: 15. århundrede – 16. århundrede – 17. århundrede
Årtier: 1490'erne 1500'erne 1510'erne 1520'erne 1530'erne – 1540'erne – 1550'erne 1560'erne 1570'erne 1580'erne 1590'erne
År: 1540 1541 1542 1543 1544 1545 1546 1547 1548 1549
Begivenheder
Personer